# Кадыров, Гайрат Хамидуллаевич
Гайра́т Хамидулла́евич Кады́ров (узб.  Gʻayrat Hamidullayevich Qodirov (Ғайрат Ҳамидуллаевич Қодиров), род. 7 декабря 1939, Ташкент) — советский и узбекистанский политик. Кандидат в члены ЦК КПСС (1986—1990).

## Биография
Родился 7 декабря 1939 года в г. Ташкенте, узбек, член Коммунистической партии с 1965 г.
В 1957 г. окончил школу № 12 в Кировском районе г. Ташкента и поступил в Томский политехнический институт. В 1958 г. по настоянию родителей перевёлся в Среднеазиатский политехнический институт.
В 1962 году окончил Среднеазиатский (Ташкентский) политехнический институт по специальности инженер-электромеханик.
С 1962 года начал работать инженером-конструктором Чирчикского трансформаторного завода, затем работал руководителем группы, сектора в конструкторском бюро завода и института. Избирался секретарём комитета комсомола завода.
В 1968 году был избран секретарём парткома Чирчикского трансформаторного завода.
В 1970 году был переведён на работу инструктором отдела тяжёлой промышленности и машиностроения ЦК Компартии Узбекистана, а в 1972 году — инспектором отдела организационно-партийной работы ЦК Компартии Узбекистана по Самаркандской области.
В 1973 году поступил учиться в Высшую партийную школу при ЦК КПСС в г. Москва, которую окончил в 1975 г.
В 1975 году был избран первым секретарём Чирчикского горкома Компартии Узбекистана.
В 1979 году перешёл на работу заведующим отделом тяжелой промышленности и машиностроения ЦК Компартии Узбекистана.
В 1984 году был избран секретарём-заведующим отделом строительства ЦК Компартии Узбекистана, в том же году, в ноябре был назначен Председателем Совета Министров Узбекской ССР.
С октября 1989 года по апрель 1991 года работал заместителем министра электротехнической промышленности и приборостроения СССР.
В 1991 году был избран Президентом ассоциации «Электрокабель».
Избирался членом ЦК Компартии Узбекистана, членом Бюро ЦК КП Узбекистана, кандидатом в ЦК КПСС, депутатом Верховного Совета УзССР, депутатом Верховного Совета СССР, народным депутатом СССР.
Награждён орденами Ленина и медалью Трудового Красного Знамени.

## Семья
Женат, трое детей.